# Vážany nad Litavou
Vážany nad Litavou (dříve Linhartské Vážany) jsou obec v okrese Vyškov v Jihomoravském kraji. Žije zde 759 obyvatel.

## Historie
První písemná zmínka o obci pochází z roku 1287.

## Obyvatelstvo

### Struktura
V obci k počátku roku 2016 žilo celkem 714 obyvatel. Z nich bylo 355 mužů a 359 žen. Průměrný věk obyvatel obce dosahoval 41,2 let. Dle Sčítání lidu, domů a bytů provedeném v roce 2011, kdy v obci žilo 685 lidí. Nejvíce z nich bylo (18,8 %) obyvatel ve věku od 30 do 39  let. Děti do 14 let věku tvořily 14,3 % obyvatel a senioři nad 70 let úhrnem 6,4 %. Z celkem 587 občanů obce starších 15 let mělo vzdělání 40,2 % střední vč. vyučení (bez maturity). Počet vysokoškoláků dosahoval 8,5 % a bez vzdělání bylo naopak 0,5 % obyvatel. Z cenzu dále vyplývá, že ve městě žilo 352 ekonomicky aktivních občanů. Celkem 87,5 % z nich se řadilo mezi zaměstnané, z nichž 67,9 % patřilo mezi zaměstnance, 3,4 % k zaměstnavatelům a zbytek pracoval na vlastní účet. Oproti tomu celých 46,6 % občanů nebylo ekonomicky aktivní (to jsou například nepracující důchodci či žáci, studenti nebo učni) a zbytek svou ekonomickou aktivitu uvést nechtěl. Úhrnem 279 obyvatel obce (což je 40,7 %), se hlásilo k české národnosti. Dále 221 obyvatel bylo Moravanů a 3 Slováků. Celých 269 obyvatel obce však svou národnost neuvedlo.
Vývoj počtu obyvatel za celou obec i za jeho jednotlivé části uvádí tabulka níže, ve které se zobrazuje i příslušnost jednotlivých částí k obci či následné odtržení.
| Místní části   | Místní části            | 1869 | 1880 | 1890 | 1900 | 1910 | 1921 | 1930  | 1950 | 1961 | 1970 | 1980 | 1991 | 2001 | 2011 | 2021 |
| -------------- | ----------------------- | ---- | ---- | ---- | ---- | ---- | ---- | ----- | ---- | ---- | ---- | ---- | ---- | ---- | ---- | ---- |
| Počet obyvatel | část Vážany nad Litavou | 586  | 698  | 752  | 832  | 879  | 953  | 1 053 | 899  | 969  | 822  | 707  | 631  | 628  | 685  | 741  |
| Počet domů     | část Vážany nad Litavou | 106  | 123  | 131  | 145  | 172  | 187  | 237   | 249  | 247  | 241  | 220  | 255  | 259  | 263  | 285  |

## Obecní správa
Mezi lety 1869–1980 Vážany nad Litavou byly obcí v okrese Vyškov (1869–1890), poté v okrese Slavkov (1950) a později opět v okrese Vyškov. Od 1. července 1980 do 23. listopadu 1990 patřily jako část města k Slavkovu u Brna a od 24. listopadu 1990 jsou opět samostatnou obcí.

### Obecní symboly
Znak a vlajka byly obci uděleny rozhodnutím předsedy Poslanecké sněmovny Parlamentu České republiky dne 3. dubna 1996.

## Pamětihodnosti
- Farní kostel svatého Bartoloměje
- Boží muka
- Sousoší svatého Jana Nepomuckého u hřbitova
- Bývalý zámek[10]

## Osobnosti
- Antonín Láník (1921–2014), kněz, organizátor hudebního života, sbormistr, houslista, organolog, čestný občan Vážan nad Litavou
- Jakub Pavelka (1865–1934), kněz, básník a překladatel

## Galerie

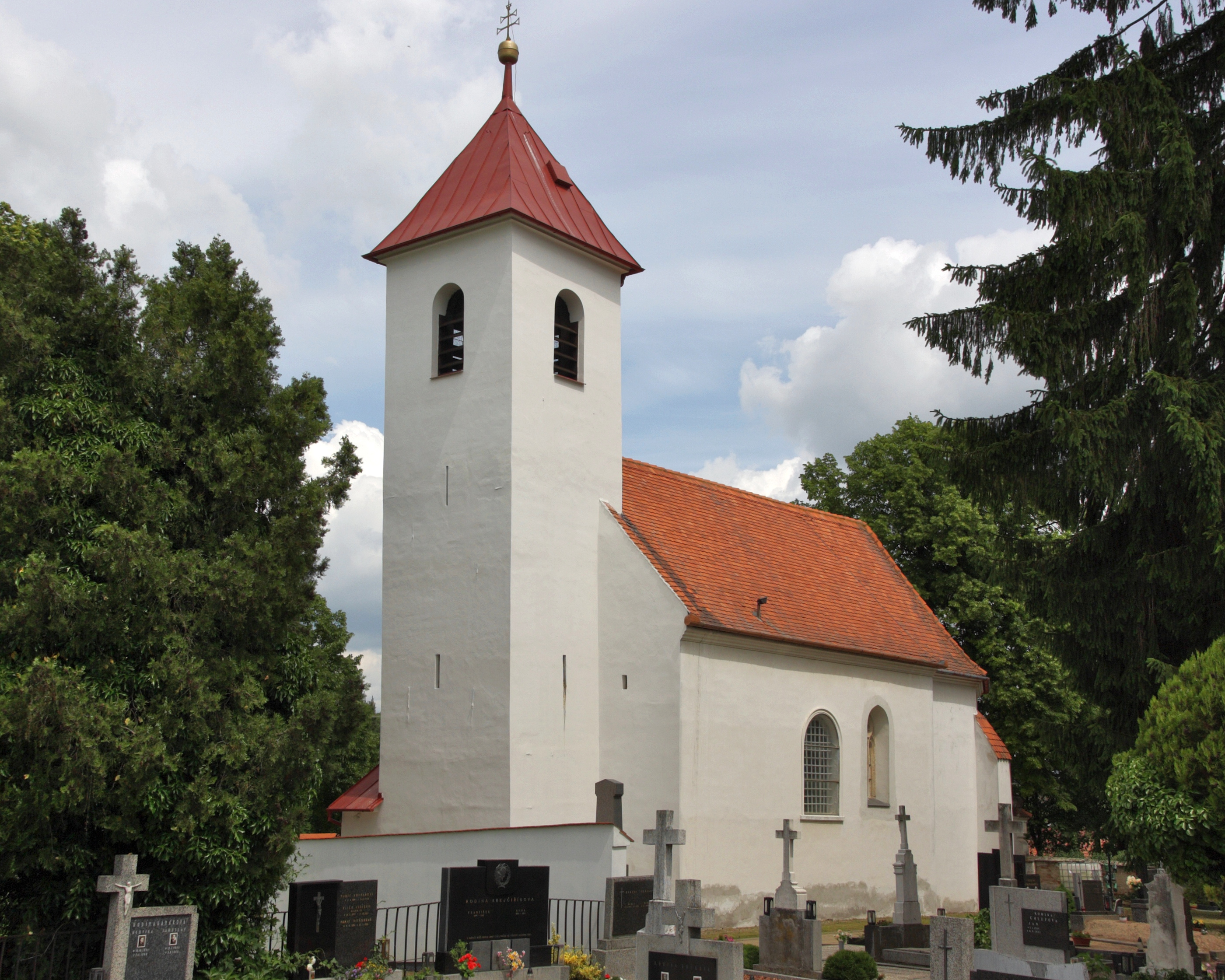
Kostel svatého Bartoloměje
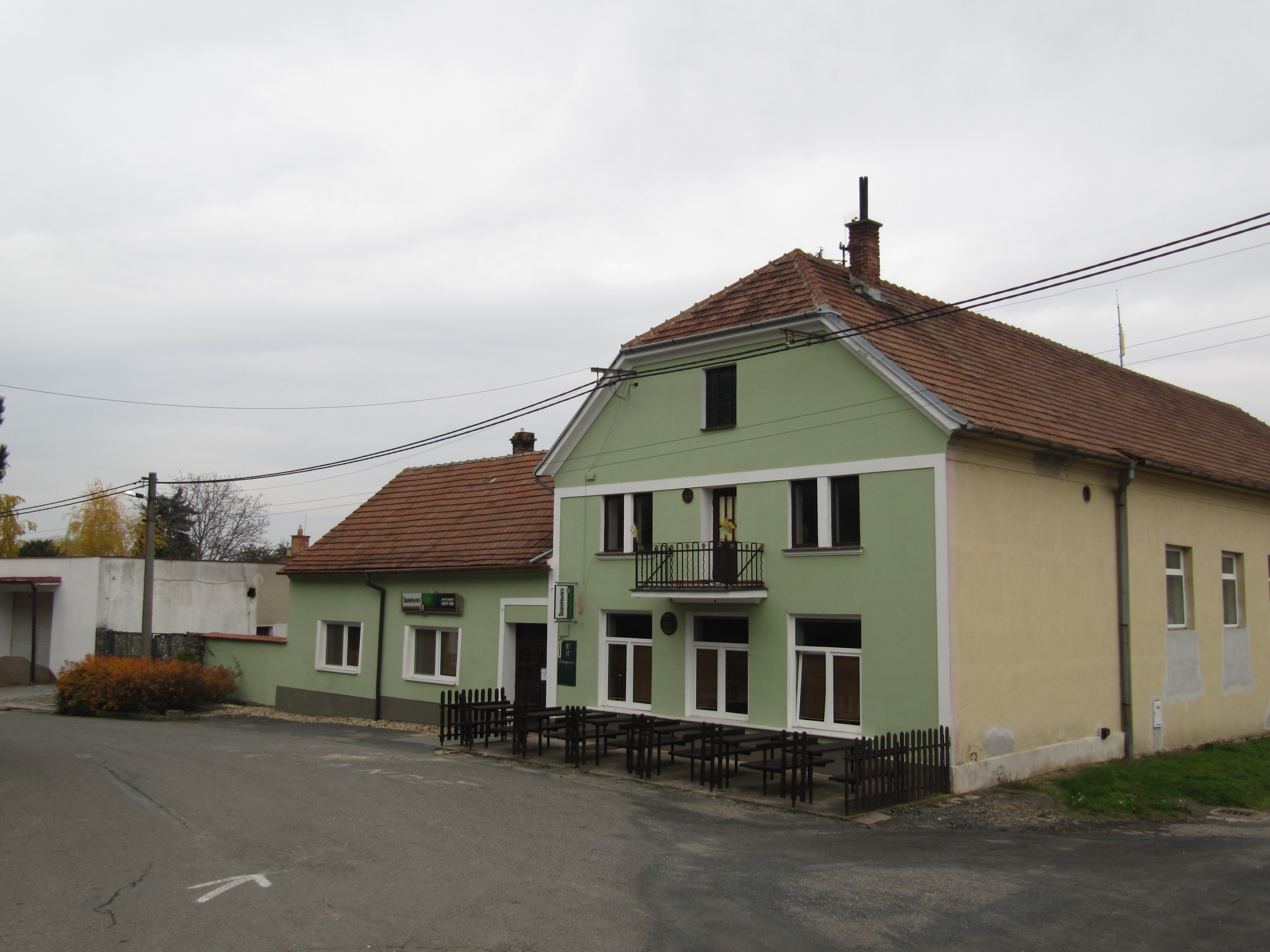
Lidový dům
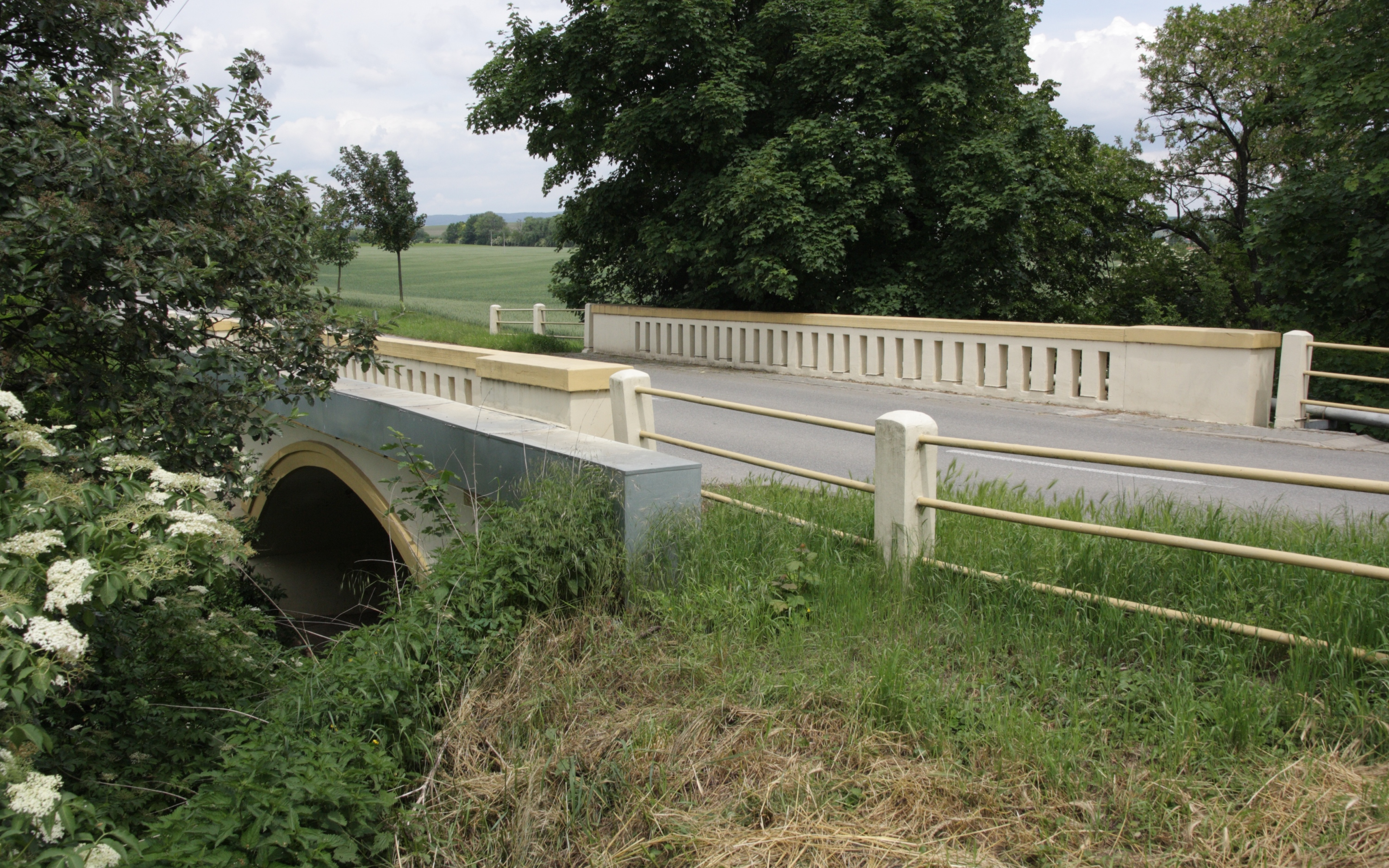
Silniční most přes Litavu